# Don’t Let Me Fall
Don’t Let Me Fall ist ein Lied des US-amerikanischen Rappers B.o.B. Der Song ist von Alternative Hip-Hop und Pop geprägt. Der Titel wurde erstmals am 5. April 2010 auf iTunes und am 30. November 2010 dann auch als CD veröffentlicht. Der Song wurde als vierte Single aus B.o.Bs Album B.o.B Presents: The Adventures of Bobby Ray veröffentlicht.

## Musikvideo
Das Musikvideo wurde erstmals am 16. November 2010 bei MTV.com veröffentlicht. Am Anfang sieht man B.o.B auf einer Bühne. Dann sieht man ihn auf einer Bank zwischen einem Fernseher und einer Telefonzelle sitzen und rappen. Im laufenden Fernseher ist B.o.B bei einem Konzert zu sehen. Leute laufen die Wand, an der B.o.B sitzt, entlang. Im Video wird mit der Schwerkraft gespielt, Leute fallen um, als sie gedreht wird, nur B.o.B bleibt liegen. Teilweise sieht man B.o.B an einer Schlucht stehen. Am Ende des Videos sieht man die Bank an der Wand erneut.
Das Musikvideo wurde von Ethan Lander gedreht. Dieser hatte zuvor schon einmal das Musikvideo zu Nothin’ on You für B.o.B gedreht. Am 17. November 2010 wurde das Video dann auch auf YouTube veröffentlicht.

## Charterfolg
Die Single konnte in Kanada, in den USA und in den Billboard Digital Songs die Charts erreichen. Während er in den USA auf Platz 69 einstieg und die Charts nach einer Woche bereits wieder verlassen musste, stieg er in den Billboard Digital Songs auf Platz 37 ein. Auch hier flog man nach zwei Wochen in den Top 100 aus den Charts. In Kanada wurde Platz 62 und insgesamt acht Wochen Chartverbleib erreicht.
| Charts                  | Höchstplatzierung | Wochen |
| ----------------------- | ----------------- | ------ |
| Vereinigte Staaten      | 67                | 1      |
| Kanada                  | 62                | 9      |
| Billboard Digital Songs | 37                | 2      |